# آدم بولشرا مولييريس
آدم بولشرا مولييريس (بالإنجليزية: Adam Pulchrae Mulieris)‏ لاهوتي فرنسي كتب باللاتينية، من النصف الأول من القرن الثالث عشر. ربما كان معنی اسمه «آدم المراة الجميلة». له كتاب العقول، وفيه يظهر تأثير أوغسطينوس الذي علَّم أنَّ اللهَ نورٌ. لكن آدم يستلهم، أيضًا، من الميتافيزيقا النورية التي ينشئها الفلاسفة الذين وضعوا مراتب للوجود وللمعرفة.

## فلسفته
لا نعرف الكثير عن حياة هذا اللاهوتي ولكن إذا تحققنا من التواريخ المنشورة في كتبه نستطيع أن نخمن أنه حررها حوالي سنة 1230م. له كتاب العقول الذي لخص فلسفته الأولى.
آدم يقول أنَّ هناك مادة أولى أزلية هي أصل كل المواد الأخرى أَلَا وهي العقل. إنها سابقة للأشياء ولا نستطيع تحديد هذه الأخيرة إلا بالنسبة إليها. وهي سابقة أيضًا في مجال المعرفة؛ لأنها المعروف الأول وهي أخيرة سابقة في الوجود لأنها سبب الوجود الحالي لكل الكائنات الباقية.
هذا الكائن الأول هو نور وهذا ما أكده يوحنا في إنجيله وأوغسطينوس الذي قال أن النور هو اسم الله.
ونعلم من جهة أخرى أن ما ليس الله لا يوجد إلا من خلال اشتراکه به، من هنا نستنتج أنه بما أن الله نور فكل ما هو موجود، موجود من خلال اشتراکه بالنور. النور إذن هو الصورة أو كمال كل ما هو موجود وهي بجوهرها تحمل في طياتها قوة انتشار ذاتية وقدرة على التكاثر، إنها نبع الحياة التي تحمل في ذاتها أيضأ قوة الانتشار وترتبط حكمًا بطبيعة النور.
هكذا يصل آدم إلى وضع سلم متسلسل للجواهر أو الماهيات العارفة يبدا بأدناها وأسفلها: الله، العقول المحضة، النفوس الإنسانية المحركة للابدان، والأبدان التي يتحول فيها النور إلى حرارة فتحدث الحياة والحركة وتستمر حتى انطفائها في المادة الميتة.

## روابط خارجية
- ADAM PULCHRAE MULIERIS